# Frederick de Houtman
Pour les articles homonymes, voir Houtman.
Frederick de Houtman (1571 - 21 octobre 1627), ou Frederik de Houtman, était un explorateur 
néerlandais qui navigua le long de la côte ouest de l'Australie en route vers Batavia, aujourd'hui Jakarta.
Il assista son compagnon le navigateur néerlandais Pieter Dirkszoon Keyser lors d'observations astronomiques pendant sa première expédition de Hollande vers les Indes orientales en 1595-1597. 
Lors d'expéditions ultérieures, il ajouta d'autres étoiles à la liste de celles observées par Keyser. Ils sont crédités tous deux pour la création de douze constellations, dont la liste est fournie à la fin de cet article. 
Frederick était le frère aîné de Cornelis de Houtman qui fut tué lors d'une seconde expédition en 1598-1599. Frederick fut emprisonné par le Sultan d'Aceh dans le nord de Sumatra, mais il fit bon usage de ces deux années passées en prison en étudiant le malais et en faisant des observations astronomiques.
En 1603, après son retour en Hollande, Frederick publia ses observations stellaires dans une annexe à son dictionnaire et grammaire des langues malaise et malgache (Spraeck ende woordboeck inde Maleysche ende Madagaskarsche talen).
En 1619, lui-même à bord du navire VOC Dordrecht et Jacob d'Edel, à bord d'un autre navire VOC Amsterdam, aperçurent la terre de la côte australienne située de nos jours près de Perth qu'ils baptisèrent Edelsland. Après avoir navigué vers le nord le long de la côte, il rencontra et évita de justesse une zone de hauts-fonds, appelée ensuite les Houtman Abrolhos. Houtman arrive ensuite en vue de la terre dans la région appelée Eendrachtsland qu'un précédent explorateur Dirk Hartog avait découverte.

## Liste des constellations créées
Les 12 constellations créées par Pieter Dirkszoon Keyser et Frederick de Houtman entre 1595 et 1597, introduites par Johann Bayer dans son ouvrage Uranometria de 1603.
- Oiseau de paradis
- Caméléon
- Dorade
- Grue
- Hydre mâle
- Indien
- Mouche
- Paon
- Phénix
- Triangle austral
- Toucan
- Poisson volant

## Webographie
- VIAF
- ISNI
- BnF (données)
- IdRef
- LCCN
- GND
- Pays-Bas
- Vatican
- Australie
- WorldCat